# CrossAttack
Der CrossAttack (offizieller Name: Wyndham Grand CrossAttack) ist ein Crosslauf, der erstmals 2015 ausgetragen wurde und seit 2017 jährlich am Universitäts- und Landessportzentrum Salzburg Rif in Hallein-Rif stattfindet. 2017 gehörte die Veranstaltung zu den EAA Cross Country Permit Meetings. 2015 und 2018 fanden auf selbem Gelände unter „CrossAttack“ die Österreichischen Staatsmeisterschaften im Crosslauf statt. Für österreichische Athleten der Altersklassen Männer/Frauen, U23 und U20 war der Crosslauf 2017 Qualifizierungsrennen für die Crosslauf-Europameisterschaften.

## Strecke
Die Strecke mit Start- und Zielbereich auf zwei Fußballplätzen führt über befestigte und unbefestigte Wege östlich des Universitäts- und Landessportzentrums Salzburg/Rif entlang, indem auch das Wettkampfzentrum untergebracht ist. Im Nordteil des Rundkurses muss ein Waldgebiet durchlaufen werden.

## Siegerlisten

### Männer Langstrecke
2017 Gesamteinlauf mit U23; Qualifikation für die Crosslauf-Europameisterschaften 2017
| Datum         | Distanz   | 1. Platz       | Zeit (min) | 2. Platz          | Zeit (min) | 3. Platz           | Zeit (min) |
| ------------- | --------- | -------------- | ---------- | ----------------- | ---------- | ------------------ | ---------- |
| 14. März 2015 | 9,785 km  | Valentin Pfeil | 30:58      | Simon Lechleitner | 31:17      | Stephan Listabarth | 31:23      |
| 18. Nov. 2017 | 8,74 km   | Richard Ringer | 26:35      | David Nilsson     | 26:50      | Andreas Vojta      | 27:07      |
| 10. März 2018 | 10,250 km | Peter Herzog   | 32:33      | Manuel Innerhofer | 32:52      | Luca Sinn          | 33:06      |

### Männer Kurzstrecke
| Datum         | Distanz  | 1. Platz              | Zeit (min) | 2. Platz               | Zeit (min) | 3. Platz           | Zeit (min) |
| ------------- | -------- | --------------------- | ---------- | ---------------------- | ---------- | ------------------ | ---------- |
| 14. März 2015 | 3,59 km  | Christian Steinhammer | 10:16      | Christoph Sander       | 10:32      | Stephan Listabarth | 10:35      |
| 18. Nov. 2017 | 5,725 km | Gerald Bauer          | 21:04      | Simon Gumpinger        | 22:08      | Bernhard Liegl     | 22:55      |
| 10. März 2018 | 3,5 km   | Hans-Peter Innerhofer | 10:32      | Isaac-Toroitich Kosgei | 10:37      | Jürgen Aigner      | 10:38      |

### Frauen
Gesamteinlauf mit U23; Qualifikation für die Crosslauf-Europameisterschaften 2017
| Datum         | Distanz  | 1. Platz                | Zeit (min) | 2. Platz      | Zeit (min) | 3. Platz       | Zeit (min) |
| ------------- | -------- | ----------------------- | ---------- | ------------- | ---------- | -------------- | ---------- |
| 14. März 2015 | 4,76 km  | Martina Bruneder-Winter | 16:31      | Sara Vilic    | 16:36      | Julia Millonig | 16:46      |
| 18. Nov. 2017 | 6,49 km  | Simona Vrzalova         | 22:47      | Nada Pauer    | 22:50      | Sandrina Illes | 22:54      |
| 10. März 2018 | 4,625 km | Sandrina Illes          | 16:09      | Lisa Perterer | 16:50      | Julia Mayer    | 17:06      |

### Männliche Jugend U20
2018 integriert in Männer-Hauptrennen Kurzstrecke; Qualifikation für die Crosslauf-Europameisterschaften 2017
| Datum         | Distanz | 1. Platz      | Zeit (min) | 2. Platz         | Zeit (min) | 3. Platz              | Zeit (min) |
| ------------- | ------- | ------------- | ---------- | ---------------- | ---------- | --------------------- | ---------- |
| 14. März 2015 | 4,76 km | Paul Stüger   | 14:41      | Luca Sinn        | 14:46      | Maximilian Fridrich   | 14:55      |
| 18. Nov. 2017 | 6,49 km | Albert Kokaly | 20:34      | István Palkovits | 21:05      | Marcell-András Kovács | 21:10      |
| 10. März 2018 | 3,5 km  | Fabian Lung   | 11:00      | Albert Kokaly    | 11:02      | Felix Schuhböck       | 11:03      |

### Weibliche Jugend U20
2015 und 2018 integriert in Frauen-Hauptrennen; Qualifikation für die Crosslauf-Europameisterschaften 2017
| Datum         | Distanz  | 1. Platz       | Zeit (min) | 2. Platz       | Zeit (min) | 3. Platz         | Zeit (min) |
| ------------- | -------- | -------------- | ---------- | -------------- | ---------- | ---------------- | ---------- |
| 14. März 2015 | 4,76 km  | Olivia Zach    | 17:53      | Bettina Taxer  | 18:44      | Ada Werderitsch  | 19:11      |
| 18. Nov. 2017 | 4,6 km   | Lili-Anna Toth | 16:08      | Boglárka Mógor | 16:48      | Tira Pavuk       | 17:00      |
| 10. März 2018 | 4,625 km | Magdalena Früh | 17:34      | Pia Totschnig  | 17:37      | Lisa Oberndorfer | 18:42      |